# Jun’ya Sano
Jun’ya Sano (jap. 佐野 淳哉, Sano Jun’ya; * 9. Januar oder 3. November 1982 in Shimizu, Präfektur Shizuoka) ist ein japanischer Straßenradrennfahrer.
Jun’ya Sano begann seine Karriere 2005 bei dem japanischen Continental Team Bridgestone-Anchor. In der Saison 2008 wechselte er zum Team Nippo-Endeka, wo er den vierten Platz bei der nationalen Meisterschaft belegte. Im nächsten Jahr fuhr Sano für die Amateurmannschaft Team Nippo·Colnago. Bei der Asienmeisterschaften 2009 im indonesischen Tenggarong wurde er Sechster im Einzelzeitfahren und Fünfter im Straßenrennen. 2010 fuhr er beim Team Nippo, wo er die zweite Etappe bei der Tour de Kumano für sich entschied.
2011 gewann Sano eine Etappe der Tour de Hokkaidō, 2014 wurde er japanischer Meister im Straßenrennen.

## Erfolge
2010
- eine Etappe Tour de Kumano

2011
- eine Etappe Tour de Hokkaidō

2014
- Japanischer Meister – Straßenrennen

2017
- Japanische Meisterschaft – Einzelzeitfahren
- Tour de Okinawa

2018
- eine Etappe Tour de Kumano

## Teams
- 2005 Bridgestone-Anchor
- 2006 Cycle Racing Team Vang
- 2007 Nippo Corporation-Meitan Hompo
- 2008 Team Nippo-Endeka
- 2009 Team Nippo·Colnago
- 2010 Team Nippo
- 2011 D’Angelo & Antenucci-Nippo
- 2012 Team Nippo
- 2013 Vini Fantini-Selle Italia
- 2014 Nasu Blasen
- 2015 Nasu Blasen
- 2016 Matrix Powertag
- 2017 Matrix Powertag
- 2018 Matrix Powertag